# Lester Lescay
Lester Alcides Lescay Gay (Santiago de Cuba, 15 de octubre de 2001) es un deportista cubano nacionalizado español que compite en atletismo, especialista en la prueba de salto de longitud. Ganó una medalla de bronce en el Campeonato Europeo de Atletismo en Pista Cubierta de 2025.

## Trayectoria
Nació en Cuba, pero reside en España. En enero de 2025 adquirió la nacionalidad española y desde entonces compite por este país internacionalmente.
Representando a su país natal, participó en los Juegos Olímpicos de Tokio 2020, aunque sin poder clasificarse para la final. En 2022 desertó de Cuba y emigró a España, en donde contrajo matrimonio con una española y tramitó su nacionalización.
Debutó como atleta español en el Campeonato de Europa en Pista Cubierta de 2025, donde consiguió la medalla de bronce pese a estar lesionado. n verano participó en el Campeonato de Europa por Equipos, quedando noveno en su prueba tras hacer dos nulos en sus dos primeros saltos.
Entrena en el club Playas de Castellón con el equipo del exatleta Luis Felipe Méliz.

## Palmarés internacional
| Campeonato Europeo en Pista Cubierta | Campeonato Europeo en Pista Cubierta | Campeonato Europeo en Pista Cubierta | Campeonato Europeo en Pista Cubierta |
| Año                                  | Lugar                                | Medalla                              | Prueba                               |
| ------------------------------------ | ------------------------------------ | ------------------------------------ | ------------------------------------ |
| 2025                                 | Apeldoorn (Países Bajos)             | Medalla de bronce                    | Salto de longitud                    |

## Competiciones internacionales
| Año  | Competición                     | Sede         | Puesto           | Marca       |
| ---- | ------------------------------- | ------------ | ---------------- | ----------- |
| 2017 | Campeonato Mundial Sub-18       | Nairobi      | Medalla de plata | 7.79        |
| 2018 | Campeonato Mundial Sub-20       | Tampere      | 15.º q.          | 7.36        |
| 2018 | Juegos Olímpicos de la Juventud | Buenos Aires | Medalla de oro   | 7.65 + 7.89 |
| 2021 | Juegos Olímpicos                | Tokio        | 24.º q.          | 7.69        |

| Año  | Competición                            | Sede      | Puesto            | Marca |
| ---- | -------------------------------------- | --------- | ----------------- | ----- |
| 2025 | Campeonato de Europa en pista cubierta | Apeldoorn | Medalla de bronce | 8.12  |
| 2025 | Campeonato de Europa por Equipos       | Madrid    | 9.º               | 7.80  |

1. ↑  En esta competición se disputan dos mangas y se suma el resultado de ambas para obtener la clasificación final